# Поруденко
Поруденко (укр. Поруденко) — село в Яворовской городской общине Яворовского района Львовской области Украины.
Население по переписи 2001 года составляло 495 человек. Занимает площадь 0,596 км². Почтовый индекс — 81042. Телефонный код — 3259.